# Match Play Championship
Het PGA Matchplay Kampioenschap van Engeland was een golftoernooi van de Britse PGA van 1903 - 1979. Het maakte deel uit van de Europese PGA Tour van 1972 t/m 1979. Daarnaast bestond toen al het Wereldkampioenschap Matchplay, dat sinds 2004 deel uitmaakt van de Europese Tour.
| Jaar                                          | Baan                              | Winnaar                      | Finalist                     |
| News of the World Match Play                  | News of the World Match Play      | News of the World Match Play | News of the World Match Play |
| --------------------------------------------- | --------------------------------- | ---------------------------- | ---------------------------- |
| 1903                                          | Sunningdale Golf Club             | James Braid                  | Ted Ray                      |
| 1904                                          | Royal Mid-Surrey Golf Club        | John Henry Taylor            | Alfred Toogood               |
| 1905                                          | Walton Heath Golf Club            | James Braid                  | Tom Vardon                   |
| 1906                                          | Notts Golf Club                   | Sandy Herd                   | Charles Mayo                 |
| 1907                                          | Sunningdale Golf Club             | James Braid                  | John Henry Taylor            |
| 1908                                          | Royal Mid-Surrey Golf Club        | John Henry Taylor            | Fred Robson                  |
| 1909                                          | Walton Heath Golf Club            | Tom Ball                     | Sandy Herd                   |
| 1910                                          | Sunningdale Golf Club             | James Sherlock               | George Duncan                |
| 1911                                          | Walton Heath Golf Club            | James Braid                  | Ted Ray                      |
| 1912                                          | Sunningdale Golf Club             | Harry Vardon                 | Ted Ray                      |
| 1913                                          | Walton Heath Golf Club            | George Duncan                | James Braid                  |
| 1914 - 1918 geen toernooi                     |                                   |                              |                              |
| 1919                                          | Walton Heath Golf Club            | Abe Mitchell                 | George Duncan                |
| 1920                                          | Royal Mid-Surrey Golf Club        | Abe Mitchell                 | Josh Taylor                  |
| 1921                                          | Oxhey Park Golf Club              | Bert Seymour                 | J.W. Gaudin                  |
| 1922                                          | Sunningdale Golf Club             | George Gadd                  | Fred Leach                   |
| 1923                                          | Walton Heath Golf Club            | Reg Wilson                   | Thomas Renouf                |
| 1924                                          | Royal St George's Golf Club       | Ernest Whitcombe             | George Gadd                  |
| 1925                                          | Moor Park Golf Club               | Archie Compston              | George Gadd                  |
| 1926                                          | Royal Mid-Surrey Golf Club        | Sandy Herd                   | Jack Bloxham                 |
| 1927                                          | Walton Heath Golf Club            | Archie Compston              | James Braid                  |
| 1928                                          | Stoke Poges Golf Club             | Charles Whitcombe            | Henry Cotton                 |
| 1929                                          | The Wentworth Club                | Abe Mitchell                 | Philip Rodgers               |
| 1930                                          | Oxhey Park Golf Club              | Charles Whitcombe            | Henry Cotton                 |
| 1931                                          | Royal Mid-Surrey Golf Club        | Alf Padgham                  | Mark Seymour                 |
| 1932                                          | Moor Park Golf CLub               | Henry Cotton                 | Alf Perry                    |
| 1933                                          | Purley Downs Golf Club            | Percy Alliss                 | Mark Seymour                 |
| 1934                                          | Walton Heath Golf Club            | J.J. Busson                  | Charles Whitcombe            |
| 1935                                          | Royal Mid-Surrey Golf Club        | Alf Padgham                  | Percy Alliss                 |
| 1936                                          | Oxhey Park Golf Club              | Dai Rees                     | Ernest Whitcombe             |
| 1937                                          | Stoke Poges Golf Club             | Percy Alliss                 | Jimmy Adams                  |
| 1938                                          | Walton Heath Golf Club            | Dai Rees                     | Eddie Whitcombe              |
| 1939 . geen toernooi                          |                                   |                              |                              |
| 1940                                          | Royal Mid-Surrey Golf Club        | Henry Cotton                 | Alf Padgham                  |
| 1941 - 1944 geen toernooi                     |                                   |                              |                              |
| 1945                                          | Walton Heath Golf Club            | Reg Horne                    | Percy Alliss                 |
| 1946                                          | Royal Liverpool Golf Club         | Henry Cotton                 | Jimmy Adams                  |
| 1947                                          | Royal Lytham & St Annes Golf Club | Fred Daly                    | Flory Van Donck              |
| 1948                                          | Royal Birkdale Golf Club          | Fred Daly                    | Laurie Ayton                 |
| 1949                                          | Walton Heath Golf Club            | Dai Rees                     | Henry Cotton                 |
| 1950                                          | Carnoustie Golf Links             | Dai Rees                     | Frank Jowle                  |
| 1951                                          | Royal Liverpool Golf Club         | Harry Weetman                | Jimmy Adams                  |
| 1952                                          | Walton Heath Golf Club            | Fred Daly                    | Flory Van Donck              |
| 1953                                          | Ganton Golf Club                  | Max Faulkner                 | Dai Rees                     |
| 1954                                          | St Andrews Links                  | Peter Thomson                | John Fallon                  |
| 1955                                          | Walton Heath Golf Club            | Ken Bousfield                | Eric Brown                   |
| 1956                                          | Royal Liverpool Golf Club         | John Panton                  | Harry Weetman                |
| 1957                                          | Turnberry Golf Club               | Christy O'Connor sr.         | Tom Haliburton               |
| 1958                                          | Walton Heath Golf Club            | Harry Weetman                | Bernard Hunt                 |
| 1959                                          | Royal Birkdale Golf Club          | David Snell                  | Harry Weetman                |
| 1960                                          | Turnberry Golf Club               | Eric Brown                   | Harry Weetman                |
| 1961                                          | Walton Heath Golf Club            | Peter Thomson                | Ralph Moffitt                |
| 1962                                          | Walton Heath Golf Club            | Eric Brown                   | E. Whitehead                 |
| 1963                                          | Turnberry Golf Club               | Dave Thomas                  | John Macdonald               |
| 1964                                          | Walton Heath Golf Club            | Neil Coles                   | Peter Butler                 |
| 1965                                          | Walton Heath Golf Club            | Neil Coles                   | Lionel Platts                |
| 1966                                          | Walton Heath Golf Club            | Peter Thomson                | Neil Coles                   |
| 1967                                          | Walton Heath Golf Club            | Peter Thomson                | Dai Rees                     |
| 1968                                          | Walton Heath Golf Club            | Brian Huggett                | John Panton                  |
| 1969                                          | Walton Heath Golf Club            | Maurice Bembridge            | Dai Rees                     |
| 1970                                          | Moor Park Golf Club               | Tommy Horton                 | Ronnie Shade                 |
| Benson & Hedges Match Play Championship       |                                   |                              |                              |
| 1971 . geen toernooi                          |                                   |                              |                              |
| 1972                                          | Moor Park Golf Club               | John Garner                  | Neil Coles                   |
| 1973                                          | Hillside Golf Club                | Neil Coles                   | Doug McClelland              |
| 1974                                          | Downfield Golf CLub               | Jack Newton                  | Cesar Sanudo                 |
| Sun Alliance Match Play Championship          |                                   |                              |                              |
| 1975                                          | Lindrick Golf Club                | Eddie Polland                | Peter Butler                 |
| 1976                                          | Kings Norton Golf Club            | Brian Barnes                 | Craig Defoy                  |
| 1977                                          | Stoke Poges Golf Club             | Hugh Baiocchi                | Brian Huggett                |
| 1978                                          | Dalmahoy Country Club             | Mark James                   | Neil Coles                   |
| Sun Alliance European Match Play Championship |                                   |                              |                              |
| 1979                                          | Fulford Golf Club                 | Des Smyth                    | Nick Price                   |

Abama Open de Canarias ·
AGF Open ·
Allianz Open de Lyon ·
Andalucia Masters ·
ANZ Kampioenschap ·
Argentijns Open ·
Atlantic Open ·
Australian Masters ·
Ballantine's Kampioenschap ·
Barcelona Open ·
Belgisch Open ·
Benson & Hedges International Open ·
BMW Asian Open ·
Brazil Rio de Janeiro 500 Years Open ·
Brazil São Paulo 500 Years Open ·
British Masters ·
Callers of Newcastle ·
Cannes Open ·
Car Care Plan International ·
Castelló Masters ·
Celtic International ·
Dimension Data Pro-Am ·
Double Diamond International ·
Duits Open ·
El Bosque Open ·
El Paraiso Open ·
Engels Open ·
Epson Grand Prix of Europe ·
Estoril Open ·
Extremadura Open ·
German Masters ·
Girona Open ·
Glasgow Open ·
Great North Open ·
Greater Manchester Open ·
Greg Norman Holden International ·
GSI L'Equipe Open ·
Heineken Classic ·
Honda Open ·
Indian Masters ·
Indonesian Open ·
Iskandar Johor Open ·
Jersey Open ·
John Player Classic ·
John Player Trophy ·
Johnnie Walker Classic ·
Kerrygold International Classic ·
Kronenbourg Open ·
Lawrence Batley International ·
Madrid Masters ·
Madrid Open ·
Mallorca Open ·
Marokkaans Open ·
Martini International ·
Match Play Championship ·
Merseyside International Open ·
Monte Carlo Open ·
Murphy's Cup ·
Nelson Mandela Championship ·
New Zealand Open ·
Newcastle Brown "900" Open ·
NH Collection Open ·
Nordic Open ·
North West of Ireland Open ·
Oki Pro-Am ·
Open Catalonia ·
Open de Andalucía ·
Open de Baleares ·
Open de Sevilla ·
Open Mediterrania ·
Open Novotel Perrier ·
Penfold Tournament ·
Perth International Golf Championship ·
Piccadilly Medal ·
PLM Open ·
Portugees Open ·
Roma Masters ·
Saint-Omer Open ·
Sanyo Open ·
Sarazen World Open ·
Scandinavian Enterprise Open ·
Schots PGA Kampioenschap ·
Siciliaans Open ·
Singapore Masters ·
Skol Lager Individual ·
TCL Classic ·
Tenerife Open ·
The Championship at Laguna National ·
The Heritage ·
Timex Open ·
TPC of Europe ·
Trophée Lancôme ·
Tunesisch Open ·
Turespaña Masters ·
Uniroyal International Championship ·
Vodacom Players Championship ·
Volvo Golf Champions ·
Volvo Open ·
W.D. & H.O. Wills Tournament ·
Wang Four Stars ·
Welsh Golf Classic